# Раков (Минская область)
Ра́ков  (бел. Ракаў) — агрогородок в Воложинском районе Минской области Беларуси. Административный центр Раковского сельсовета.
Расположен на берегу реки Ислочь в 40 км от Воложина и в 24 км от Минска, недалеко от МКАД-2.

## История
Поселение на месте современного Ракова существовало уже в глубокой древности. Об этом свидетельствует городище «Валы» на берегу Ислочи. В XVI столетии древнее укрепление использовали для построения феодального замка. Он упоминается на известной карте Великого княжества Литовского, которая была составлена Томашем Маковским в 1613 году.
Первые письменные упоминания о поселении на месте современного Ракова датируются 1465 годом, когда Казимир Ягеллон даровал Раков с окрестностями канцлеру Великого княжества Литовского Михалу Кяжгайле. Кяжгайлы владели раковскими землями почти сто лет. Лишь в середине XVI века Раков по наследству достался Завишам.
В Литовской Метрике засвидетельствованы балтские имена жителей Ракова по состоянию на вторую половину XV века: Пацюс, Молдутис, Евлеико, Тябутъ Лимеиковичъ, Люмонтъ.
В XVII веке Раковом владели Сангушки. Раков достиг своего расцвета в XVII веке во владении магнатов Сангушек. При них в 1686 году был основан доминиканский католический монастырь, в 1702 году — униатский базилианский. Также основан деревянный костёл.
С 1793 года вошёл в состав Российской империи. К концу XIX века население местечка достигало 3,6 тыс. человек, около 60 % из них были евреи.
Первый каменный костёл был возведён в Ракове в 1793 году. После восстания К. Калиновского 1863-1864 гг. он был преобразован в православную церковь. Он сохранился до настоящего времени. Чтобы изменить костёл в церковь, с его фасада снесли вежи и надстроили купол. Но окончательно уничтожить первоначальные приметы стиля барокко не получилось.
Ещё одна монументальная постройка Ракова – Костёл Богоматери Святого Розария и Святого Духа. Костёл был построен на месте старого деревянного в 1904 году на пожертвования местных состоятельных персон — Булгаков, Здзеховских, Друцких-Любецких и всего окрестного населения. Стойкий жёлтый кирпич доставляли из Литвы до Воложина по железной дороге, а оттуда до Ракова – телегами. В 1906 году было завершено строительство большого костёла.
Костёл построен в распространённом на границе XIX-XX веков неоготическом стиле. Стройные вежи костёла, узкие спичастые окна, контрфорсы, круглое окно – «роза» над входом как будто бы возвращают нас во времена средневековья. Здесь сохранился древний, недавно отреставрированный образ Святого Казимира Ягелона.
По некоторым данным, в конце XVIII столетия Раков принадлежал Огинским. Это было время раздела Речи Посполитой и присоединения Беларуси к Российской империи. Известный композитор М. К. Огинский принимал участие в восстании за независимость, и, возможно, именно поэтому Раков был конфискован и передан царскому генералу Салтыкову. У него местечко Раков приобрели Здзеховские, которые оставались владельцами этих мест почти полтора столетия – с 1804 по 1939 годы.
При Здзеховских Раков расцвёл. С 1843 здесь действовали мануфактуры, которые производили сельскохозяйственные машины. Славился Раков и своей керамикой. В 1880 году здесь действовали шестнадцать гончарных мастерских. Каждую неделю здесь проходил базар.
Раков имел Магдебургское право, хотя, наверняка ограниченное. В местечке были две водяные мельницы, лесопильный завод, кирпичный завод. В конце XIX века существовало почтово-телеграфное отделение (руины старой почты сохранились и до настоящего времени).
В 1915 году местный мещанин Невах-Гирша Хаимов Позняк организовал пассажирские автомобильные перевозки между Раковом и Заславлем. В 1850 году Здзеховские построили пивной завод в деревне Поморщина, которая теперь уже практически соединилась с деревней Раков.
В 1921-1939 годах Раков — местечко, центр гмины Молодечненского повета Виленского воеводства Польши. После Рижского мирного договора 1921 года Раков очутился на польской стороне, около самой границы. В 1,5 км от местечка проходила граница с СССР, что способствовало его большому экономическому подъёму. В это время Раков был излюбленным местом контрабандистов, шпионов с обеих сторон, здесь открывались рестораны, публичные дома. Из Польши в Советский Союз нелегально поставляли мануфактуру и спирт, а из СССР в Польшу – золото и меха.
В Ракове с XVI столетия существовала еврейская община. В XIX веке евреи составляли половину почти трёхтысячного населения Ракова. Здесь были синагога, три еврейских молитвенных дома, хедар – религиозная школа для мальчиков.
С 1939 года — в составе Радошковичского района Вилейской области БССР. После 1944 года в Молодечненской области БССР.
В 1940-1954 годах имел статус городского посёлка.
Во время Великой Отечественной войны были убиты более 2 тысяч жителей, половину из которых составило еврейское население посёлка. С июля 1941 до июля 1944 местечко находилось под немецкой оккупацией. Летом 1944 года от немецко-фашистских захватчиков Раков освобождали воины 31-й танковой бригады, 108-го истребительного противотанкового полка, 121-го кавалерийского полка, партизаны.
16 июля 1954 года статус Ракова понижен до деревни.
С 20 января 1960 года в составе Минской области.
В 2008 году деревня Раков преобразована в агрогородок.

## Население
По состоянию на 2021 год численность населения Ракова составляет 2 485 человек.
В 2008 году в Ракове проживало 2 155 человек.

## Известные уроженцы, жители
- Метельский Николай Николаевич (род. 1947) — советский и белорусский математик.

## Экономика и инфраструктура

### Дорожное хозяйство и транспорт
Агрогородок расположен рядом с автотрассой М6 Минск - Гродно (перед Воложином имеет ответвление М7 на Вильнюс).
В Ракове находится автостанция, от которой отправляются автобусы в Минск, Воложин и населённые пункты Воложинского района.
- № 383 Минск (АС Юго-Западная) - Пугачи
- № 403 Минск (АС Юго-Западная) - Корабли - Пугачи
- № 423 Минск (АС Юго-Западная) - Корабли
- № 425 Минск (АС Юго-Западная) - Судники
- № 433А Минск (ДС Запад) - Волма
- № 456С Минск (ДС Запад) - Выгоничи
- № 496С Минск (АВ Центральный) - Бакшты
- № 593С Минск (ДС Одоевского) - Воложин

### Образование и культура
В агрогородке расположено 1 учреждение общего среднего образования - Раковская средняя школа. Также имеется детский сад - ГУО «Раковский ясли-сад «Солнышко». Из учреждений культуры есть Центр народного творчества, Дом культуры, детская школа искусств, библиотека.

### Медицина и туризм
На территории агрогородка расположена Раковская участковая больница.
В 2022 году открылся медицинский центр "Альдента", который специализируется на комплексном оказании услуг в области стоматологии, оториноларингологии и ультразвуковой диагностики.
Недалеко от Ракова находятся санаторий Национальной Академии наук Беларуси «Ислочь», оздоровительный комплекс «Ислочь-Парк», спортивно-оздоровительная база «Галактика», детский оздоровительный лагерь «Фотон», загородный комплекс активного отдыха «Фестивальный», теннисная академия «Теннис в Солнечном».

## Культура
- Дом культуры
- Библиотека
- Музей ГУО "Раковская средняя школа"
- Центр народного творчества
- Музей-галерея "Янушкевичи". В экспозиции представлены древние документы, музыкальные инструменты, огромная коллекция керамических предметов (около 1700 единиц), фрагменты старинных слуцких поясов, старинная фисгармония и многое другое. Всего коллекция насчитывает более двенадцати тысяч экспонатов, практически каждый из которых единственный в своём роде.
- Музей полиэтнической культуры Раковщины. Создан известным белорусским литературоведом и доктором филологических наук В. П. Рагойшей и посвящён полиэтнической культуре Раковщины — вкладу города Ракова в литературу, культуру, филологию, кино и театр. Музей расположен в одной из комнат жилого дома В. П. Рагойши. Большая часть экспозиции посвящена писателю, поэту, классику белорусской литературы В. С. Короткевичу, который был хорошим другом хозяину дома и неоднократно здесь гостил. На фасаде здания имеется памятная мемориальная табличка, посвящённая писателю. Ещё один уголок комнаты посвящён братьям Здзеховским (Марьяну и Казимиру), которым принадлежал Раков в самом начале девятнадцатого века.
- Народный фольклорный коллектив «Гасцінец»

В 2023 году постановлением Министерства культуры Республики Беларусь от 30 мая 2023 года № 80 статус нематериальной историко-культурной ценности присвоен элементу «Культура белорусской дуды на Минщине» в аг. Раков —  Историко-культурная ценность Республики Беларусь, .

## События и мероприятия
- 7 октября 2023 года — районный фестиваль «Дажынкi»[11]

## Достопримечательности
В Ракове много достопримечательностей, представляющих интерес для туристов:
- Ледниковый конгломерат и песчаник у шоссе Минск-Воложин
- Древнее Городище периода железного века, позднего средневековья (I—XVII веке), за 0,3 км к юго-западу от церкви, в пойме р. Ислочь (левый берег) —  Историко-культурная ценность Республики Беларусь, шифр 613В000097
- Еврейское кладбище (с 1642 года)
- Спасо-Преображенская церковь (1793 год) с брамой постройки 1886 года —  Историко-культурная ценность Республики Беларусь, шифр 612Г000099. Пример архитектуры переходного периода от барокко к классицизму
- Католическая часовня Святой Анны с брамой-колокольней на кладбище (1862)
- Брама на православном кладбище (XIX век)
- Костёл Богоматери Святого Розария (1904—1906) —  Историко-культурная ценность Республики Беларусь, шифр 613Г000096
- Склеп-усыпальница Друцких-Любецких (1920-е)
- Усадьба Здзеховских – Ледовня
- Этнографический музей Феликса Янушкевича[бел.][13]
- Раковский источник — гидрологический памятник природы местного значения.
- Комплекс старых православных кладбищ (XIX век), на восточной окраине агрогородка, при въезде с г. Минска —  Историко-культурная ценность Республики Беларусь, шифр 612Д000101
- Часовня на территории бывшей Крестовоздвиженской церкви в пределах остатков ограждения (1906), на шоссе Раков — Кучкуны —  Историко-культурная ценность Республики Беларусь, шифр 613Г000098
- Гончарня (XIX в.)
- Почтовая станция (XIX в.; руины)
- Братская могила (1944) —  Историко-культурная ценность Республики Беларусь, шифр 613Д000100
- В деревне располагается могила белорусско-польского композитора Михаила Грушвицкого, на которой поставлен памятник
- Большой камень с памятной доской в честь романа Сергея Песецкого "Любовник Большой Медведицы" (книга 1937 года). Установлен около небольшой часовни, из-под которой бьёт лечебная криничка, на окраине Ракова.

### Памятник, скульптура
- Памятник В. И. Ленину
- Памятник жертвам холокоста

### Утраченное наследие
- Костёл (1824)
- Монастырь доминиканцев (1686)
- Усадебно-парковый комплекс Здзеховских (XIX в.)
- Синагога

## Галерея
- Городище
- Улица в Ракове
- Костёл Богоматери Святого Розария
- Музей-галерея «Янушкевичи»
- Костёл Святой Анны
- Капличка около руин Базильянского монастыря
- Фрагменты усадьбы Здзеховских
- Фрагменты почтовой станции